# Erniorrafia
L'erniorrafia chiamata a volte erniorafia è una procedura chirurgica con cui un'ernia viene riparata.

## Intervento
Esistono varie tecniche con cui operare fra cui la Nylon-Darn che studi hanno dimostrato sia la più adatta.